# Mrgavan
Mrgavan (en arménien Մրգավան ) est une communauté rurale du marz d'Ararat en Arménie. En 2008, elle compte 1 909 habitants.